# Selkirk First Nation
Die Selkirk First Nation ist eine der kanadischen First Nations im Yukon. Ihr traditionelles Wohngebiet reichte vom Yukon westwärts bis zur Dawson Range, den unteren Pelly aufwärts bis zum South Macmillan River. Die wichtigsten Fischcamps lagen ober- und unterhalb von Fort Selkirk und am Pelly.
Die Selkirk gehören zur Sprachfamilie des Athabaskischen, genauer gesagt zu den Nördlichen Tutchone. Mit Hilfe des Yukon Native Language Centre haben sie eine eigene Schrift entwickelt.
Zur gleichen Sprachgruppe gehören die First Nation of Nacho Nyak Dun in Mayo und die Little Salmon/Carmacks First Nation in Carmacks. Diese haben sich zum Northern Tutchone Tribal Council zusammengeschlossen.
Zur Selkirk First Nation rechnete das Department of Indian Affairs and Northern Development im Dezember 2009 genau 509 Angehörige, im September 2018 bereits 653.

## Geschichte

### Frühgeschichte
Früheste Lebensgrundlage dürften die Karibuherden gewesen sein, aber auch Elche, Schafe und Murmeltiere, dazu Hasen und ground squirrela, die mit Erdhörnchen verwandt sind. Dazu kamen Vögel und Fische – in erster Linie Lachs. Das raue Klima erzwang ein halbnomadisches Leben, bei dem Familien in Frühjahrs- und Sommerlagern zusammenkamen, um zu fischen, aber auch im kurzen Herbst, um zu jagen.
Möglicherweise von ihren Handelspartnern, den küstennahen Tlingit, übernahmen einige Tutchone Plankenhäuser. Doch die meisten lebten wohl in Unterkünften aus Zweigen, Geäst und Fellen.  Auch die Kleidung war dem Klima und der Lebensweise angepasst.
Schamanen taten sich als Heiler hervor und waren zuständig für die Kontaktaufnahme mit spirituellen Mächten. Diese halfen bei der Auffindung von Jagdbeute oder bei der Heilung.

### Vom Ende der Eiszeit bis 5000 v. Chr.
Mehr als 10.000 Jahre lebten Menschen im Gebiet der heutigen Selkirk, das den äußersten Osten von Beringia darstellte. Das älteste Fundstück aus der Region fand sich rund 100 km nordöstlich. Es war ein Karibu-Geweihwerkzeug, das auf 9300 v. Chr. datiert werden konnte. Die damaligen Jäger folgten auch Wollhaarmammuten, Bisons und Pferden.
Um 8000 v. Chr. war der überwiegende Teil des Eises geschmolzen, doch bedeckten zwei Jahrtausende lang ausgedehnte Seen die Region. Wälder etablierten sich erst langsam wieder. Die älteste Werkzeugtradition des Yukon wird nach ihrem ersten Fundort als Northern Cordilleran bezeichnet, einer Gebirgsregion im Norden British Columbias. Die steinernen Speerspitzen waren recht groß, die Werkzeuge gewann man aus groben Steinen, dazu kamen für diese Kultur typische Stichel. Die Bewohner waren äußerst mobil und trugen wenig bei sich.

### Microblades, 5000 bis 3000 v. Chr.
Um 5000 v. Chr. wurden die massiven Werkzeuge durch Kompositwerkzeuge ersetzt, bei denen Knochen, Geweih und vor allem sehr kleine Klingen eine bedeutende Rolle spielten. Diese Microblades, rund 5 cm lang und 1 cm breit, wurden in hölzerne oder knöcherne Halterungen eingefügt. Diese Technik kann bis in die späte Eiszeit Sibiriens zurückverfolgt werden, ohne dass dadurch ein Nachweis über entsprechende Zuwanderungen erbracht wäre.
Nur 3 km oberhalb von Fort Selkirk fanden sich am Yukon sehr kleine Microblades von weniger als 2 cm Länge, was möglicherweise auf Mangel an geeigneten Steinen zurückzuführen ist. Doch bestanden sie aus mindestens zehn verschiedenen Sorten von sehr feinkörnigem Feuerstein. Die Menschen sammelten sie vermutlich an verschiedenen Stellen. Die Funde sind 5000 bis 7000 Jahre alt.

### Eingekerbte Spitzen
Erneut um 3000 v. Chr. änderte sich die Technik der Werkzeugherstellung. Die Microblades verschwanden und wurden von seitwärts eingekerbten (side-notched) Speerspitzen (Projektilspitze), sowie einer breiten Palette von Kratzern ersetzt. Erstmals lässt sich die später so typische saisonale Wanderung nachweisen, die auf Fischfang basierte. Die jährlichen Laichzüge der Lachse waren etabliert. Diese Phase wird als Northern Archaic tradition bezeichnet.
Westlich von Fort Selkirk fand sich ein Lager aus der Zeit um 1000 v. Chr., das von einer kleinen Familiengruppe genutzt wurde, um eine oder zwei Mahlzeiten zu kochen und Steinwerkzeuge herzustellen – darauf weisen die Feuerstelle und einige Steinsplitter hin.
Weiter oberhalb am Pelly, oberhalb der Pelly Farm, fanden sich seit den 1950er Jahren zahlreiche Steinwerkzeuge und Tierknochen, die auf häufige Aufenthalte hindeuten. Neben Werkzeugen fanden sich die Knochen von Bisons, Karibus, Elchen, Bibern und Vögeln.

### Vulkanausbrüche im Gebiet des White River und die späte vorgeschichtliche Periode (ca. 100–1750)
Die Region der Selkirk ist bis heute von starkem Vulkanismus geprägt. Hier finden sich etwa das Fort Selkirk Volcanic Field, die Pelly Formation, ein Lavafluss, oder der Vulkan Ne Ch'e Ddhawa rund 7 km oberhalb von Fort Selkirk. Im Gebiet des White River, nahe der Grenze zwischen Alaska und Yukon, ereigneten sich um 100 und 800 n. Chr. zwei der größten Vulkaneruptionen. Der zweiten Katastrophe mit enormen Aschenregen, die wohl das Leben in der Region fast zum Erlöschen brachten, folgte die als Late Prehistoric (späte Vorgeschichte) bezeichnete Phase.
Erstmals wurde Kupfer verarbeitet, wobei das Kupfer aus dem White-River-Gebiet in weitem Raum gehandelt wurde. Es wurde zu Werkzeugen, wie etwa Ahlen und Pfeilspitzen verarbeitet, aber auch zu Schmuck. Dekorative Elemente, wie Punkte, lassen sich nachweisen, vor allem aber Pfeil und Bogen. Ihr Gebrauch dürfte auf den Einfluss der Eskimos zurückzuführen sein. Insgesamt ist diese Kultur der heutigen so ähnlich, dass die Älteren (Elders) vielfach den Gebrauch von ausgegrabenen Werkzeugen erkennen und auch Fundstellen angeben können, denn sie stimmen mit den Wanderungs- und Nutzungsgebräuchen ihrer Kindheit, manchmal auch noch der Gegenwart, überein.
Das gilt etwa für Kah-Tung oder Three Way Channel, wo traditionell Königslachs (Chinook) gefangen wurde. Dort standen die wichtigsten Fischfallen und Wehre. Hier, 19 km unterhalb von Fort Selkirk, lag wohl das Dorf Kah-Tung das 1883 Frederick Schwatka beschrieb. An der Ostseite der Insel fanden sich zahlreiche Artefakte, wie etwa 2,75 m lange, konische Fischkörbe aus Baumfasern, Pfähle für die Fischfallen, drei lange Hammersteine, um diese Pfähle zu versenken, ein Bogen aus Birkenholz. Rund 100 m weiter östlich lag das eigentliche Dorf, am äußersten Ostrand der Insel. Wie sich die Älteren erinnerten, wurde das Dorf so weit weg vom Fluss errichtet, um die Fische nicht zu stören. Die Stelle war über mehrere Jahrhunderte in Gebrauch, wurde jedoch nach 1900 aufgegeben, weil der Yukon sein Bett verlagerte und die Stelle trocken fiel. Der Fund war nur der Tatsache zu verdanken, dass die Insel an dieser Stelle weder überflutet noch abgeholzt worden war.

### Fort Selkirk

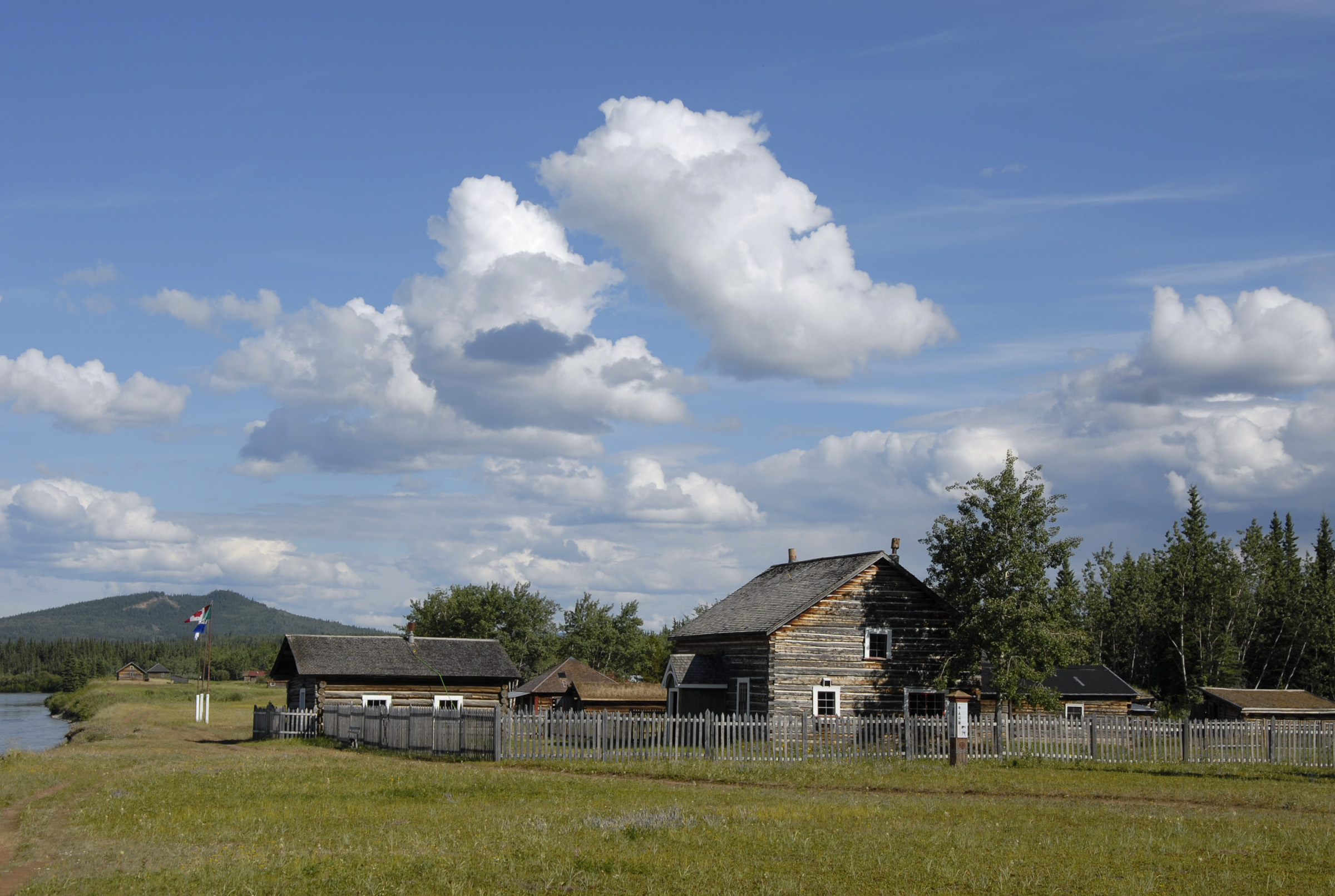
Fort Selkirk

Für die Selkirk war die Stelle des späteren Fort Selkirk ein wichtiger Handelsplatz, doch ist sein Name verloren. Als Robert Campbell von der Hudson’s Bay Company für das erste Fort Selkirk eine Stelle auf der anderen Seite des unteren Pelly wählte, tat er dies, weil auf der Südseite viele Menschen lebten. Er musste seinen Posten aber zu den Selkirk verlagern, als er bemerkte, dass sein Platz nicht überschwemmungssicher war.
Die Siedlung geht auf die nördliche Archaische Periode zurück und wurde zwischen 3000 v. und 750 oder 850 n. Chr. erstmals und dabei jeweils nur kurzzeitig bewohnt. Erst nach der Vulkankatastrophe entstand ein größeres Saisonlager, wobei sich unmittelbar oberhalb der Ascheschicht hunderte von Werkzeugresten fanden. Dazu zählen etwa Pfeilspitzen, davon eine aus Kupfer, Messer, Kratzer, Hammersteine und Netzbeschwerer. Der saure Boden hat allerdings praktisch alle organischen Überreste zersetzt. 28 verschiedene Gesteinsarten wurden für Werkzeuge gebraucht. Obsidian, also vulkanisches Glas, Chalcedon und Achat stammen von außerhalb des Stammesgebiets. Auch ein Kupferfragment zur Herstellung von Spitzen wurde entdeckt.
Lange bevor die Chilkat-Tlingit mit dem Hinterland Handel trieben, und lange vor der Hudson’s Bay Company, war hier also eine wichtige Handelsdrehscheibe für den Nordwesten entstanden. Das Obsidian stammte etwa aus den St. Elias Mountains, Kupfer kam von den Quellen des White River, rote und goldene Achate und weißer Chalcedon kam aus der Gegend von Carmacks bei Miller’s Ridge und vom Mount Nansen weiter im Westen, manche Steine kamen aus dem Gebiet der südlichen Tutchone und der Tagish in British Columbia. Nahtlos schloss sich der Handel der Europäer und Amerikaner an, der sich in Glasperlen und sogar einer Musketenkugel niederschlägt, die gefunden wurden.

### Europäer
Robert Campbell von der Hudson’s Bay Company war wohl der erste Europäer im Gebiet der Selkirk. Ihr Gebiet war eines der wenigen, die noch nicht von Europäern aufgesucht worden waren. So liefern Campbells Berichte die erste schriftliche Überlieferung. Er nannte die Indianer Gens de Bois (Leute des Waldes) oder Lewes River Indians. Die Indianer selbst nannten sich nach einem Lachsfangplatz am Victoria Rock namens Thí ts’ächän, hießen also Tthí ts’ächän Huch’än. Sie waren eine von elf Gruppen der nördlichen Tutchone, deren Stammsitze an Tatlmain Lake und Stewart River, am unteren Macmillan River, an Aishishik und Hutshi Lake, am White River, an Braeburn und Tatchun Lake, Little und Big Salmon River lagen.
Um 1800 lag Tthí ts’ächän (Victoria Rock) rund 2 km unterhalb von Fort Selkirk. Dort war die ertragreichste Stelle für den Fang von Königslachs. Bei Fort Selkirk fing man zusätzlich Ketalachs (chum), bevor sich der Fluss verlagerte.
Europäer und Tlingit ermutigten die winterliche Jagd, so dass die Phasen des Zusammensiedelns bei den Selkirk kürzer wurden. Dies förderte wiederum die Zerstreuung der Familien.
Der Handelsposten von Fort Selkirk wirkte sich, weil er selbst so abgelegen war und wenig Waren erhielt, kaum auf die materielle Kultur der Selkirk aus. Jedoch berührte das Erscheinen der Europäer den Handel zwischen Chilkat und Selkirk. Als Robert Campbell 1851 seinen Posten verlegte, griffen die Chilkat unter ihrem Häuptling Kohklux den Posten an und schlugen die Weißen in die Flucht. Als sie zurückkehrten, waren alle Waren verschwunden, der Posten zerstört. Die Hudson’s Bay Company gab den Posten auf und für vier Jahrzehnte wurde er wieder zu einer Handelsdrehscheibe zwischen Chilkat und Selkirk.

### Frederick Schwatka (1883), Klondike-Goldrausch (1896–1898)

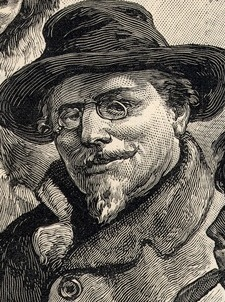
Frederick Schwatka

Als Lieutenant Frederick Schwatka eine Expedition den Yukon hinunterführte, beschrieb er ein großes Fischerdorf namens Kitl-ah-gon an der traditionellen Lachsfangstelle bei Minto. Er nannte die Selkirk „Ayan“, was das Wort der Südlichen Tutchone für „Fremde“ ist. Ihr Hauptdorf war, folgt man Schwatka, Kah-tung, rund 18 km unterhalb von Fort Selkirk. Hier lebten 150 bis 200 Einwohner unter Führung ihres Häuptlings Kon-itl.
Während des Klondike-Goldrauschs entstand Dawson, das 1902, unter Umgehung von Fort Selkirk, über eine Winterstraße mit Whitehorse verbunden wurde. Die Chilkat kamen nicht mehr nach Fort Selkirk, der Fernhandel verschwand.

### Alaska Highway, Minto, Pelly Crossing (nach 1942)
Der Alaska Highway veränderte die Lebensweise der Selkirk ab 1942 grundlegend. Dennoch benutzten die Selkirk das Fort bis um 1950. Sie arbeiteten auf den Dampfschiffen und bei der Holzfällerei, lebten zugleich weiterhin von der traditionellen Fallenstellerei, von Jagd und Fischfang. Doch als nach 1950 die Schiffe nicht mehr verkehrten und der Laden im Fort geschlossen wurde, zogen die Selkirk nach und nach wieder nach Minto, das an der neuen Allwetterstraße zwischen Whitehorse und Mayo lag.
Als in den 60er Jahren ein Laden und eine Schule in Pelly Crossing entstanden, zogen sie erneut um. Obwohl auch heute noch die meisten dort wohnen, so ist doch Fort Selkirk so etwas wie das Zentrum ihres traditionellen Gebiets geblieben. Seit 1982 arbeiten die Indianer mit daran, dass das Fort eine historische Stätte wird. 1987 bis 1989 fanden hier Grabungen statt. Für die dortigen Einrichtungen soll die Wasserkraft des Flusses in Verbindung mit Sonnenenergie zur Stromversorgung und zur Warmwasserbereitung genutzt werden.

### Landansprüche und Selbstregierung

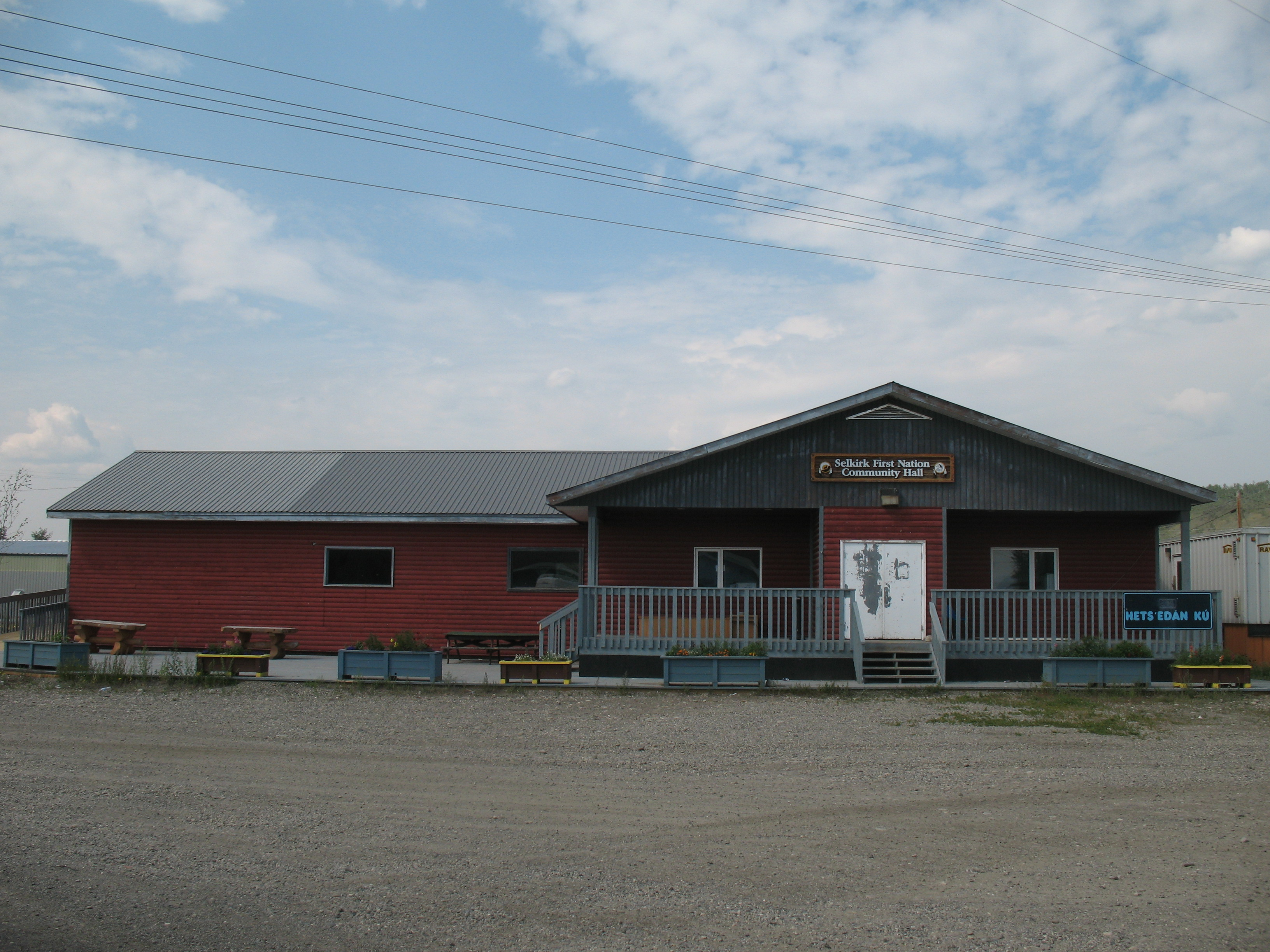
Community Hall in Pelly Crossing

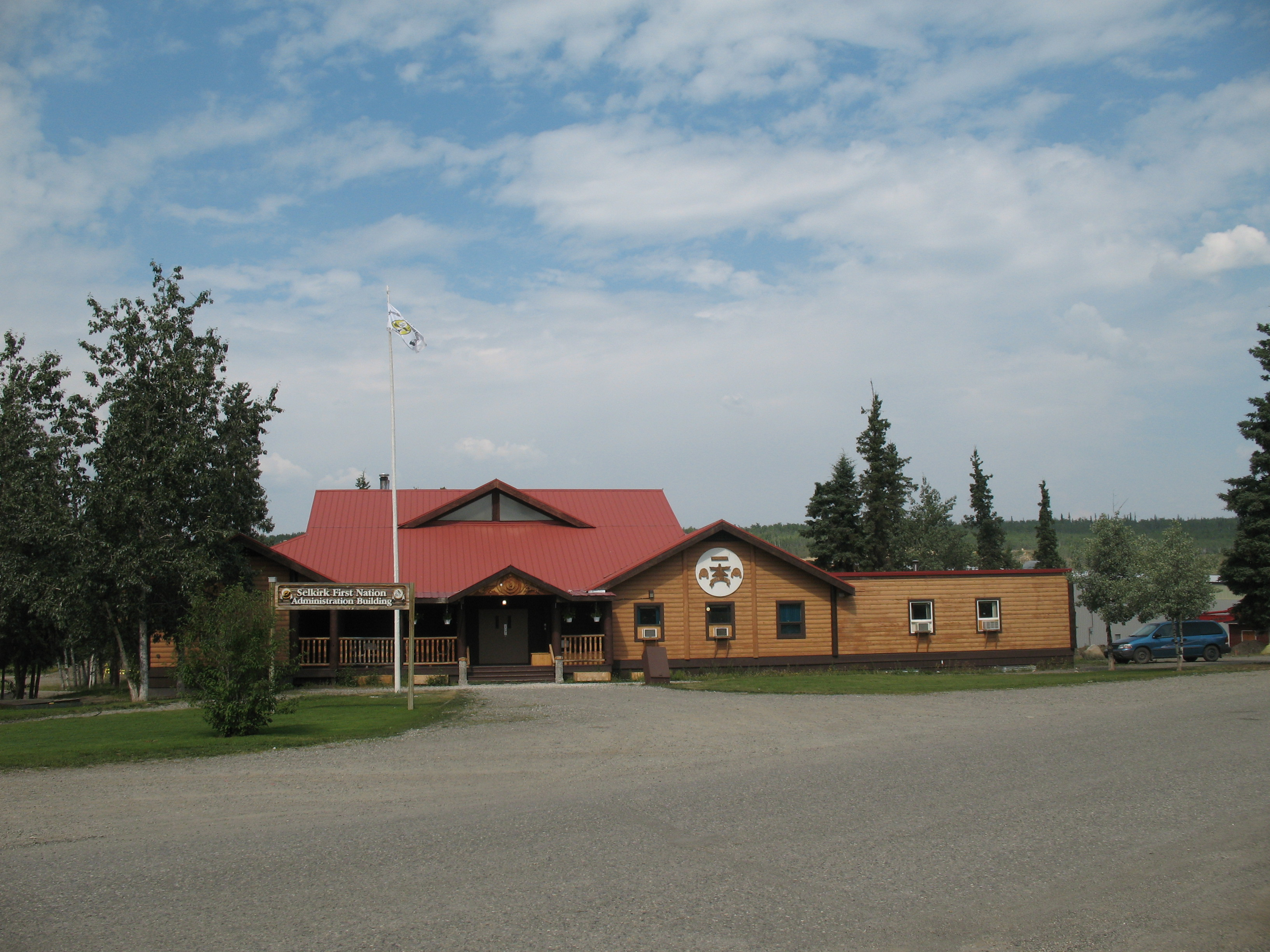
Verwaltungsgebäude der Selkirk First Nation

Neun der elf Mitglieder-Stämme des Council of Yukon First Nations (CYFN) haben inzwischen Verträge über Landansprüche und Selbstregierung mit Kanada und dem Territorium abschließen können. Am 21. Juli 1997 unterzeichnete die Selkirk First Nation ein Abkommen, das ihre Landansprüche regelte und ihnen die so genannte Selbstregierung einbrachte. Die meisten staatlichen Aufgaben liegen seitdem in ihrer Hand. Ihr Gebiet umfasst dabei rund 4.740 km², und die First Nation erhält über 15 Jahre eine Summe von 16.604.860 Dollar. In einer gemischten Verfassung wird der Häuptling zwar gewählt, doch seine Berater werden von den Wolfs- und Krähenclans bestimmt.

## Aktuelle Situation

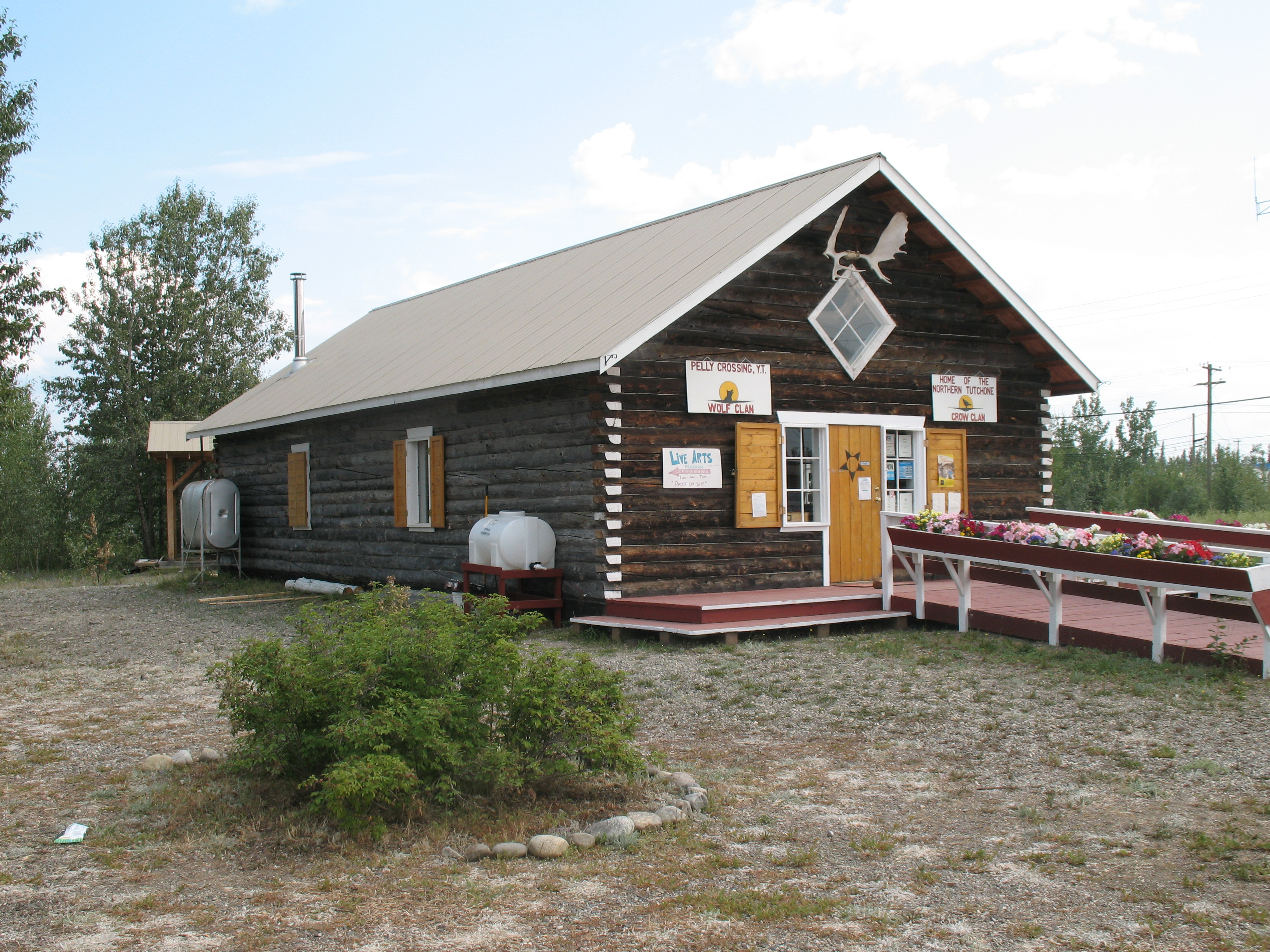
Das Big-Jonathan-Haus

Im Jahr 2000 wurden zwei kleine Besucherzentren in Fort Selkirk eröffnet, eines im Stone House am Westrand, das andere im rekonstruierten Big Jonathan House am Ostrand des Ortes. Die 1927 geborene Maria Van Bibber lernt neue Fremdenführer an. Der berühmteste Vertreter des Stammes ist der Musiker Jerry Alfred, der 1995 den Juno-Award für indigene Musik erhielt und über die Grenzen Kanadas hinaus Bekanntheit erlangte.